# Erecció del clítoris

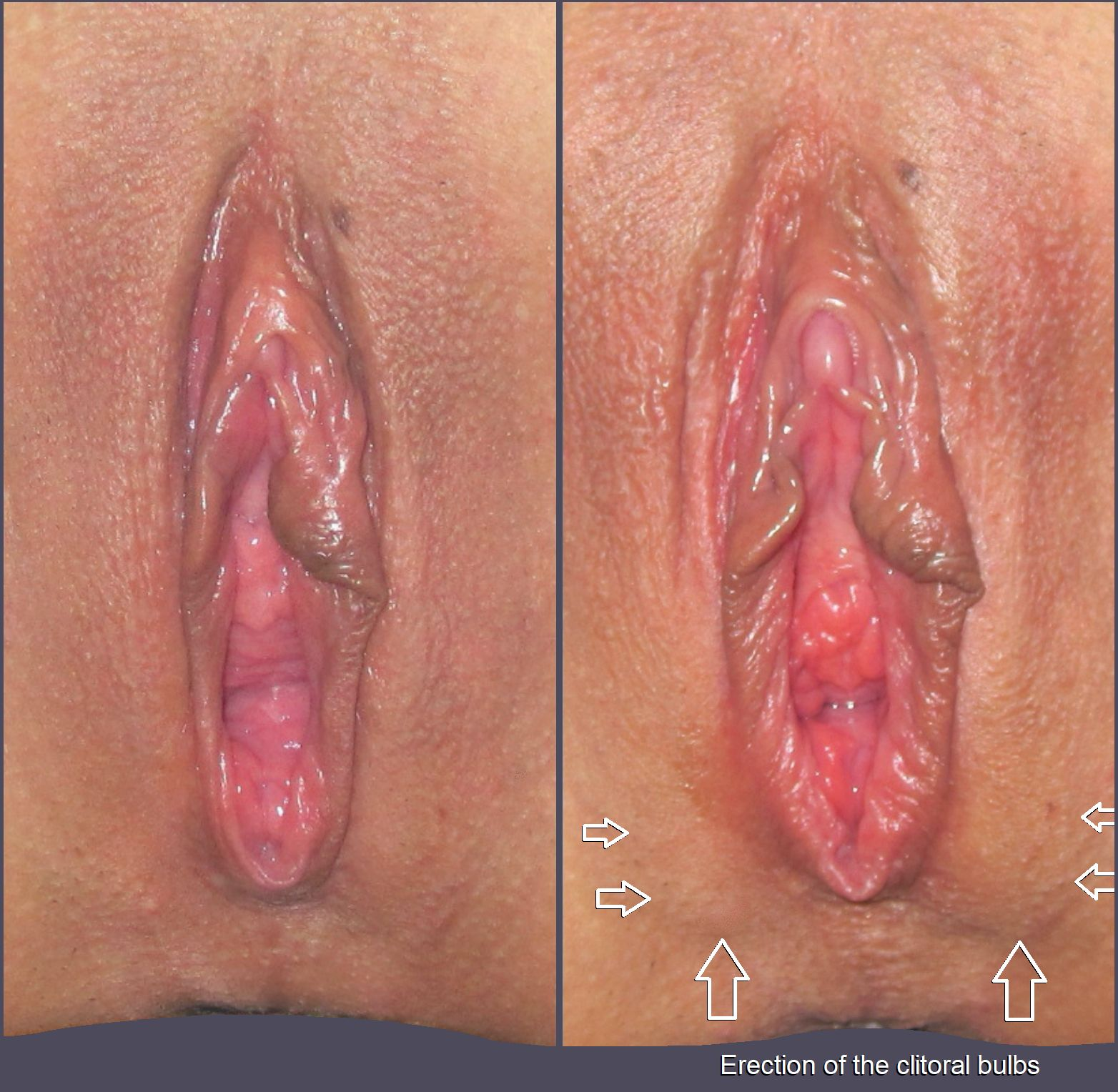
Imatge esquerra: Excitació sexual lleu. Imatge dreta: Excitació sexual intensa amb erecció dels bulbs vestibulars sota la pell a banda i banda de l'obertura vaginal i exposició del gland del clítoris.

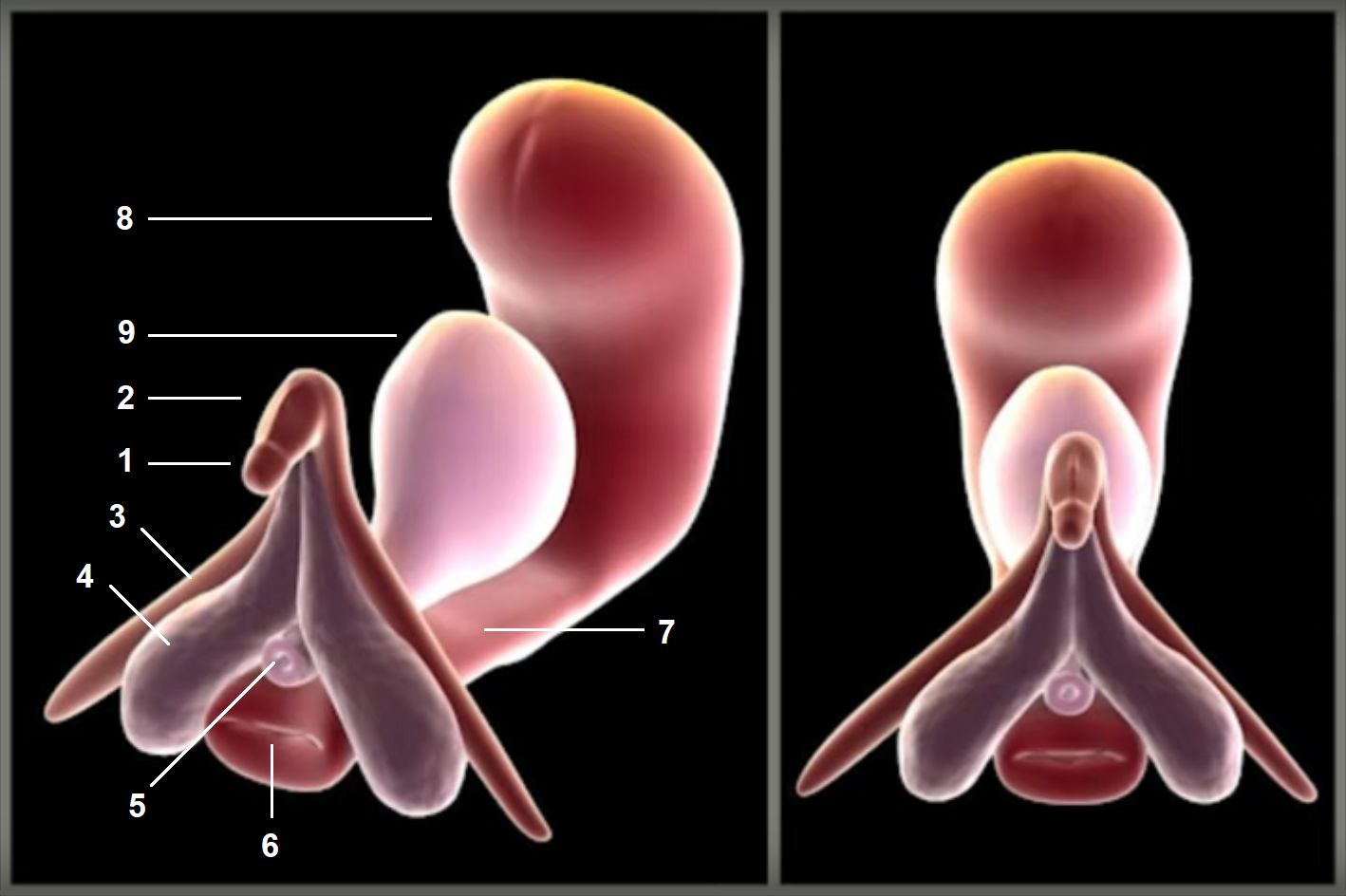
Imatge en 3D del clítoris en estat d'erecció (amb els òrgans adjacents de l'úter i la bufeta urinària).

L'erecció del clítoris' (també coneguda com a tumescència del clítoris o erecció femenina) és un fenomen fisiològic en què el clítoris s'engrandeix i es torna ferm.
L'erecció del clítoris és el resultat d'una complexa interacció de factors psicològics, neuronals, vasculars i endocrins, i sol estar associada, encara que no exclusivament, a l'excitació sexual. Les ereccions haurien de remetre amb el temps, i l'estat prolongat d'erecció del clítoris fins i tot sense excitació és una condició que podria arribar a ser dolorosa.
Aquesta inflor i contracció fins a un estat de relaxació sembla estar relacionada amb els efectes de l'òxid nítric en els teixits del clítoris, de manera similar al seu paper en l'erecció del penis.

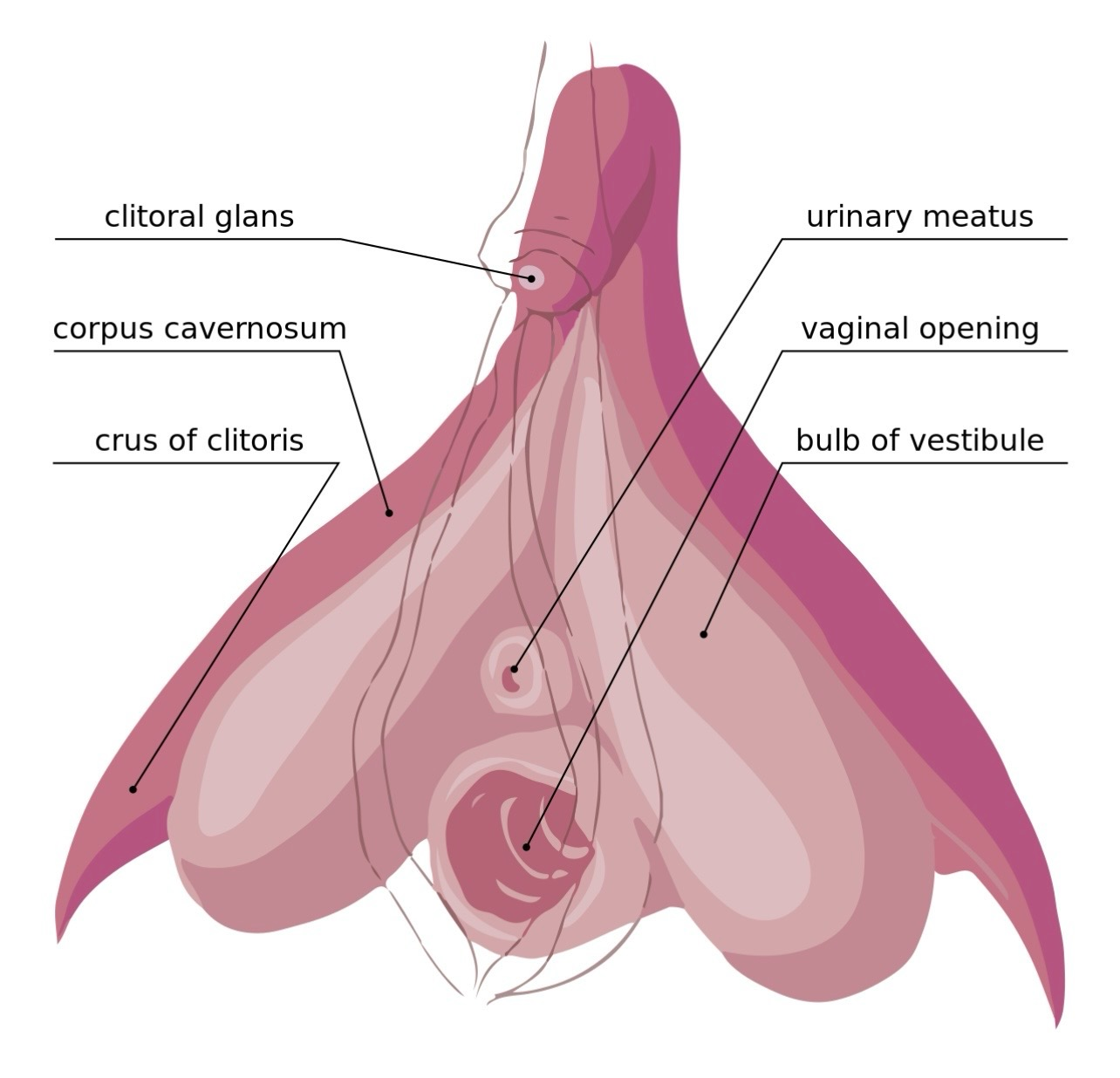
La anatomia interna de la vulva humana, amb el caputxó del clítoris i els llavis menors indicats amb línies.

El clítoris és l'homòleg del penis en l'home. De la mateixa manera, el clítoris i la seva erecció poden diferir subtilment en mida.
La part visible del clítoris, el gland clitoridià, té una mida que varia entre uns mil·límetres i un centímetre i està situat a la unió anterior dels llavis menors (llavis interns), per sobre de l'orifici de la uretra. Està cobert pel caputxó del clítoris.
Qualsevol classe de moviment pot augmentar el flux sanguini cap a aquest òrgan, cosa que es tradueix en un increment de les secrecions que lubriquen la vagina. Hi ha moltes formes d'estimular el clítoris.
L'erecció del clítoris es produeix quan els cossos cavernosos, dues estructures erèctils expansibles, s'omplen de sang. Això pot ser degut a diversos estímuls fisiològics, inclosa l'excitació sexual. Durant l'excitació sexual, augmenta el flux sanguini arterial cap al clítoris i el múscul llis trabecular del clítoris es relaxa, i això permet que la sang inundi els teixits erèctils. Els músculs isquiocavernós i bulbocavernós es contrauen per comprimir la vena dorsal del clítoris i detenir el drenatge del clítoris, atrapant la sang.Els teixits erèctils estan compostos per espais vasculars revestits d'endoteli en una matriu trabecular, amb els espais vasculars revestits d'endoteli envoltats de múscul llis capaç de contreure's i relaxar-se.
Durant l'excitació sexual, augmenta el flux sanguini arterial cap al clítoris i, dins d'aquest, les artèries es ramifiquen per irrigar els teixits erèctils. Els músculs llisos trabeculars del teixit erèctil es relaxen, la qual cosa augmenta el flux sanguini que omple els espais vasculars i expandeix els teixits erèctils fins que s'omplen completament de sang. Els músculs isquiocavernós i bulbocavernós es contrauen, comprimint la vena dorsal del clítoris. Aquesta compressió de la vena restringeix el drenatge de les estructures erèctils, atrapant la sang.
Aquest procés estira la túnica albugínia. Com a resultat, el clítoris es torna tumescent per adaptar-se a l'augment de la pressió intracavernosa. La túnica albugínia del clítoris està formada per una sola capa, per la qual cosa és més elàstica que la túnica albugínia del penis, que està composta per dues capes.
Erick Janssen (2007) explica que «els cossos cavernosos del clítoris són essencialment similars als del penis, excepte que no hi ha una capa subalbugínia interposada entre la túnica albugínia i el teixit erèctil. En el penis, aquest teixit s'omple de sang durant l'excitació sexual i es comprimeix contra la túnica, que no cedeix, creant la rigidesa del penis, una veritable erecció. L'absència d'aquest plexe en el clítoris indica que, encara que l'òrgan pot tornar-se tumescent o inflar-se, no pot, com el penis, tornar-se rígidament erecte. Així doncs, el clítoris no s'erigeix amb l'excitació sexual, sinó que es congestiona». A més, la túnica albugínia que envolta el gland és més fina que la que envolta el cos, tant en el clítoris com en el penis. Això confereix al gland menys fermesa en relació amb el cos. L'extrusió del gland i l'aprimament de la pell augmenten la sensibilitat al contacte físic. Un cop la dona ha arribat a l'orgasme, l'erecció sol acabar, però això pot portar temps.

### Problemes mèdics

#### Priapisme del clítoris
El priapisme, tot i que és més freqüent en homes, és una afecció que també pot afectar el clítoris. Els símptomes inclouen congestió dolorosa, inflor i dolor a la zona al voltant del clítoris.